# Arianna Errigo
Arianna Errigo (Monza, 6 juni 1988) is een schermer uit Italië.
Op de Olympische Spelen van Londen in 2012 behaalde Errigo een zilveren medaille bij het individuele floret-evenement, en een  gouden medaille met het
floret-team.
Op de Olympische Zomerspelen van Rio de Janeiro in 2016 nam Errigo enkel deel aan het individuele toernooi, en eindigde ze als negende met de floret.
In 2021 neem Errigo ook deel aan de Olympische Zomerspelen van Tokio.

Op de Europese kampioenschappen in 2010 en 2011 wint Errigo met het Italiaanse floret-team de gouden medaille.

Op de Wereldkampioenschappen schermen behaalde Errigo meerdere gouden medailles, zowel met het Italiaanse team, als individueel, zoals in
2009, 2010, 2013,
2014 en 2015.

## Privé
Arianna Errigo is gehuwd met Luca Simoncelli.